# امام‌وردی‌لی
امام‌وردی‌لی (به لاتین: İmamverdili) یک منطقه مسکونی در جمهوری آذربایجان است که در شهرستان بیلقان واقع شده است. امام‌وردی‌لی ۱۲۰۰ نفر جمعیت دارد.